# Michail Sergejewitsch Rjasanski
Michail Sergejewitsch Rjasanski (russisch Михаил Сергеевич Рязанский; * 23. Märzjul. / 5. April 1909greg. in St. Petersburg; † 5. August 1987 in Moskau) war ein sowjetischer Funktechniker.

## Leben
Rjasanski wuchs in Baku auf, wo sein Vater Sekretär im Kontor der Firma Branobel der Brüder Robert und Ludvig Nobel war. Nach Oktoberrevolution und Russischem Bürgerkrieg kam die Familie Rjasanski 1923 nach Moskau, wo Rjasanski aktives Komsomolmitglied wurde. Er begann als Monteur zu arbeiten. 1924–1927 leitete er ehrenamtlich Funk-Arbeitskreise. Er arbeitete im Präsidium der Gesellschaft der Freunde des Funks beim Moskauer Komitee des Komsomol mit und im Präsidium der Funk-Kommission beim Zentralkomitee des Komsomol. 1928 empfahl ihn die Gesellschaft der Freunde des Funks für die Arbeit im Nischni Nowgoroder Lenin-Funk-Laboratorium, das das führende Funk-Zentrum im Lande war. Dort leitete er den Antennenplatz. 1931 wurde er Mitgliedskandidat der KPdSU.
1931 wurde Rjasanski zum Studium an die Leningrader Militärtechnik-Akademie geschickt. Stattdessen begann er das Studium am Leningrader Elektrotechnik-Institut. Daneben arbeitete er im Sondertechnik-Büro, in dem Funkempfänger für die Sowjetische Marine entwickelt wurden. Als er schwer an Tuberkulose erkrankte, fuhr er in die Baschkirische Autonome Sozialistische Sowjetrepublik, wo sein Vater bei dem Ischimbaier Erdölunternehmen Ischimbaineft arbeitete. Seine Eltern behandelten ihn mit baschkirischem Honig und Kumys, worauf die Krankheit zurückging.
1934 kam Rjasanski zurück nach Moskau mit Versetzung zum Moskauer Energetischen Institut (MEI), wo er sein Studium fortsetzte. Daneben arbeitete er in der Moskauer Filiale des Sondertechnik-Büros. 1935 schloss er das Studium mit Verteidigung seiner geheimen Diplomarbeit über ein spezielles Funksystem ab. Er arbeitete weiter im Sondertechnik-Büro, das bald das Forschungsinstitut NII-20 wurde. Seine Arbeitsschwerpunkte waren die Funksteuerung von Panzern, Flugzeugen und Torpedobooten und später Flugzeug-Funkstationen. 1940 wurde er Mitglied der KPdSU.
Rjasanski war eine der führenden Personen bei der Entwicklung eines ersten sowjetischen Radarssystems. Die Arbeiten während des Deutsch-Sowjetischen Kriegs führten zu den Anlagen RUS-1, RUS-2 und dann Pegmantit-3.
1945 nach Kriegsende wurde Rjasanski zusammen mit vielen sowjetischen Wissenschaftlern und Konstrukteuren nach Deutschland geschickt, um die deutsche V2-Raketenentwicklung zu studieren. Dazu wurde 1946 in Nordhausen das sowjetische Nordhausen-Institut gegründet, in dem sowjetische und deutsche Spezialisten arbeiteten. Rjasanski arbeitete dort zusammen mit Sergei Koroljow, Walentin Gluschkow und anderen künftigen Begründern der sowjetischen Raumfahrttechnik. Unter Leitung Rjasanskis wurde ein dreibändiges Werk über die Steuerungssysteme der deutschen Raketen erstellt.
Nach dem Abschluss der Arbeiten in Nordhausen 1946 kehrte Rjasanski nach Moskau zurück und wurde sogleich Chefkonstrukteur des Forschungsinstituts NII-885, das Steuerungen und Funkverbindungen für Raketen entwickelte. Er war eines der sechs Mitglieder des von Koroljow gegründeten Rats der Chefkonstrukteure, die den Lauf der Raketenentwicklung entschieden. Er blieb bis zum Ende seines Lebens der „Raketenfunker“. Er wurde im Januar 1951 Chefingenieur des NII-88 des Rüstungsministeriums und im Sommer 1952 Chef der Hauptverwaltung des Rüstungsministeriums der UdSSR.
1954 kehrte Rjasanski als wissenschaftlicher Leiter und Chefkonstrukteur in das NII-885 zurück. Er beteiligte sich an der Entwicklung der Funksysteme für ballistische Raketen und dann für Trägerraketen, Satelliten und Raumstationen. 1958 wurde er zum Korrespondierenden Mitglied der Akademie der Wissenschaften der UdSSR gewählt, zum Doktor der technischen Wissenschaften  promoviert und zum Professor ernannt. 1986 wechselte er in das Ministerium für allgemeinen Maschinenbau.
Rjasanski war mit Jelena Sinowjewna Rjasanskaja verheiratet, die 1981 starb. 1982 war ihr Sohn Wladimir im Gebirge tödlich verunglückt. Ihr Enkel Sergei Rjasanski wurde Kosmonaut.
Rjasanski starb am 5. August 1987 in Moskau und wurde auf dem Donskoi-Friedhof begraben.
Ein Rjasanski-Denkmal steht in Baikonur.

## Ehrungen
- Stalinpreis II. Klasse (1943)[2]
- Orden des Roten Sterns (1944)
- Medaille „Für heldenmütige Arbeit im Großen Vaterländischen Krieg 1941–1945“
- Held der sozialistischen Arbeit (1956)[2]
- Leninorden (1956, 1959, 1961, 1969, 1979)
- Leninpreis im geschlossenen Teil (1957) zusammen mit den Funktechnikern A. N. Schtschukin und E. M. Manukjan[2]
- Jubiläumsmedaille „Zum Gedenken an den 100. Geburtstag von Wladimir Iljitsch Lenin“
- Orden der Oktoberrevolution (1971)
- Orden des Roten Banners der Arbeit (1975, 1984)
- Medaille „30. Jahrestag des Sieges im Großen Vaterländischen Krieg 1941–1945“
- Medaille „40. Jahrestag des Sieges im Großen Vaterländischen Krieg 1941–1945“
- Medaille „Veteran der Arbeit“